# Gyrinophilus gulolineatus
Gyrinophilus gulolineatus (tên tiếng Anh: Berry Cave Salamander) là một loài kỳ giông thuộc họ Plethodontidae.
Đây là loài đặc hữu của Dãy Appalachia ở miền đông Bắc Mỹ.
Môi trường sống tự nhiên của chúng là carxtơ nội địa.
Chúng hiện đang bị đe dọa vì mất môi trường sống.